# 龍冠海
龍冠海（1906年—1983年），生于海南瓊山縣，臺灣社會學家，斯坦福大学学士、南加州大学社会学硕士、博士，曾任南京金陵女子文理学院社会系主任，后转赴广州中山大学任教，1949年随国府迁台，历任台湾大学、中兴大学、政治大学、东海大学等校教授，「中國社會學社」（后更名為臺灣社會學會）在台复社后担任常务理事、理事長多年，1960年创立台大社会系，擔任第一任系主任，主持系务十二载，1973年辞系主任，1977年退休，1983年因病逝世。

## 经历
幼年曾读村中私塾，后入读新式小学与高等小学，十岁时父亲逝世，赴馬來西亞投靠叔父，畢業於育才小学，後轉至新加坡中华中學，之後考入清華學堂留美預備班，受業6年後赴美國留學。先插班進入史丹佛大學，攻讀學士，師從C·M·凱斯教授，後入南加州大學，師從E·鮑格達教授，攻讀碩博士，完成題為《中國社會思想的演變》之論文，獲社會學博士學位。返回中國後執教於私立金陵女子大學。
1949年，龙氏隨國民政府遷臺，当时台湾院校均无社会系，因而最初栖身于國立臺灣大學考古人类学系。由于社会学家多亲共，失去大陆的中华民国政府对社会学充满疑惧，龙冠海与其它来台社会学家重建「中國社會學社」，并以该社名义致函台大开设“社会系”，最终却未获实现。直至1960年，在美国亚洲协会的赞助下，國立臺灣大學社會學系得以创建，龙氏擔任第一任系主任。之后，龙冠海的大部分心血都花在台大社会系。1982年，獲中国社会学社「特殊貢獻獎」。1983年病逝。

## 观念
在清华学堂时期，龙氏便修习西洋文史与中国经典，后抱持着是否有益于社会这一标准而修习社会学，以改良社会与增进人类福利。曾参与过北京的学生游行示威，经历过军队镇压，但无恙而回。
留美读研期间，自认为是中西文化的混血儿，其硕博论文均为中国社会思想的研究。时值中日情况逐渐恶劣，而当时美国充斥着偏袒日本的言论，曾撰文反驳亲日社论、与在美日人辩论、发表数次演讲，亦经常写信谴责、谈论日本侵华等。
辗转来台后，龙并不受官方欢迎，也不善于经营官方关系，但其立场坚定反共，对共产主义亦颇有研究，曾指陈一些社会学家留在大陆的错误选择及其坎坷命运，在思想上相当推崇三民主义与“伦理、民主、科学”的说法，亦显现出很强烈的中国民族主义。
在社会学理论方面，龙最敬佩美国社会学家索罗金，认为索氏学问之渊博而无人能出其右，对于1950年代大红的结构功能主义派社会学家帕森斯和默顿并不是十分欣赏。晚年，其感叹自己已无法赶上潮流，曾指着书架上的藏书对叶启政说：“都太陈旧了！我老了！也落伍了！”

## 贡献
担任台大社会学系主任期间，数度举办社会调查，完成《台北市社会基图》与《台北市古亭区社会调查报告》，并主编《社会学刊》、《台湾省社会统计资料》、《社会学辞典》与《社会研究法》等。
其积极引介社会学知识，自编或主编相关教材6种，著作包括《社会学》、《社会思想史》、《社会调查与社会工作》、《都市社会学理论与应用》、《社会思想家小传》等共二十余种，其中《社会学》、《社会思想史》、《社会研究法》三本书在台湾社会学教育中使用甚久。

## 纪念
為紀念龍冠海先生對社會學界的貢獻，國立臺灣大學社會學系、社會工作學系兩系龍冠海先生之門生故舊，特於國立臺灣大學設置「龍故教授冠海博士獎學金」，獎勵研習社會學及社會工作之優秀學生。